# Thelotrema subcalvescens
Thelotrema subcalvescens är en lavart som beskrevs av Nyl. 1873. Thelotrema subcalvescens ingår i släktet Thelotrema och familjen Thelotremataceae.   Inga underarter finns listade i Catalogue of Life.